# Filipjeva meridionalis
Filipjeva meridionalis är en rundmaskart som beskrevs av Hans August Kreis 1932. Filipjeva meridionalis ingår i släktet Filipjeva och familjen Monhysteridae. Inga underarter finns listade i Catalogue of Life.